# Ángelos Koroniós
Evángelos « Ángelos » Koroniós (grec moderne : Ευάγγελος «Άγγελος» Κορωνιός, né le 16 mars 1969 à Athènes, en Grèce) est un joueur et entraîneur grec de basket-ball. Il évolue au poste de meneur. 

## Palmarès
- Vainqueur de la coupe de Grèce 2000 (AEK Athènes)
- Vainqueur de la Coupe Saporta 2000 (AEK Athènes)